# Roztoki (dopływ Skawicy Sołtysiej)
Roztoki (Potok Roztoki) – potok, prawy dopływ Skawicy Sołtysiej o długości 4,13 km i powierzchni zlewni 4,57 km².
Zlewnia potoku znajduje się w obrębie miejscowości Skawica, na północno-zachodnich stokach Pasma Policy. Najwyżej położone źródła potoku znajdują się na wysokości około 1030 m na północnych stokach Urwanicy. Potok spływa w kierunku północno-zachodnim, początkowo pomiędzy grzbietem Urwanicy i Suchego Gronia, później pomiędzy Oblakiem i Śmietarniakiem. Pod grzbietem Śmietarniaka zakręca na zachód i uchodzi do Skawicy Sołtysiej na wysokości 512 m w należącym do Skawicy osiedlu Oblica.
Słowo roztoka (w liczbie mnogiej roztoki) często występuje w nazwach geograficznych w obrębie Karpat. Oznacza
głęboką dolinę górską z potokiem, czasami sam potok lub miejsce, gdzie dwa potoki łączą się z sobą, czasami teren pokryty siecią potoków.